# Publicis Groupe
Publicis Groupe S.A. ist ein multinationaler Werbedienstleister und Medienkonzern aus Frankreich und gehört zu den drei größten Werbedienstleistern weltweit. Die Gruppe ist in 229 Städten und 109 Ländern vertreten und zählt ca. 77.000 Mitarbeiter.
Eine 2013 angekündigte Fusion mit dem US-amerikanischen Unternehmen Omnicom wurde im Mai 2014 abgesagt.

## Geschichte
Mitgründer der Unternehmens war Marcel Bleustein-Blanchet.

## Tochterunternehmen
Zur Publicis Groupe gehören beispielsweise folgende Agenturen und Marken:
- Leo Burnett Worldwide
- Digitas
- MetaDesign
- MSLGroup (ehemals Publicis Consultants)
- Saatchi & Saatchi
- Publicis Media (Spark Foundry, Starcom, Zenith)
- Publicis Sapient

In Deutschland stellt die Marke Digitas Pixelpark die drittgrößte Agentur mit Standorten in Berlin, Frankfurt, Hamburg, Köln, München, und Düsseldorf dar. Hauptsitz der deutschen Tochtergesellschaft ist Hamburg. Auch andere Agenturen und Marken des Konzerns sind in relevanten Rankings (betreffend Kriterien wie Größe und Umsatz) vertreten.

## Kritik
In der aktuellen F-List (2023/2024) der Kampagnengruppe Clean Creatives wurden Verträge von Publicis ausgewertet. Publicis hatte in dem untersuchten Zeitraum 40 Verträge mit Unternehmen aus der fossilen Brennstoffindustrie, darunter jeweils 4 Verträge mit Saudi Aramco und TotalEnergies.